# Extensible Stylesheet Language
Extensible Stylesheet Language (XSL) permite que a informação do formato seja associada com os elementos em um original de fonte para permitir a produção de um formatado original.
Extensible Stylesheet Language é um vocabulário de XML criado para a finalidade exclusiva de transformar originais de XML de um estado a outro. Esse estado pode ser de XML a XML, de XML ao HTML, de XML ao texto, ou de XML a todo o outro formulário.
O XSL pode dividir-se em duas partes, uma para transformar o documento XML noutro tipo de documento (usando para isso o XSLT - linguagem de transformação) e uma outra parte para definir objectos de formatação para apresentação gráfica (XSL-FO - linguagem de formatação de objectos)